# Mistrzostwa Czech w Boksie 1996
Mistrzostwa Czech w Boksie 1996 – zawody bokserskie rozgrywane od 1993, w których udział mogą brać zawodnicy pochodzący z Czech. Zawody odbyły się w grudniu w Opawie, a zawodnicy rywalizowali w dwunastu kategoriach wagowych.

## Medaliści
| Kategoria wagowa                  | Złoto                | Srebro | Brąz |
| Waga papierowa (- 48 kg.)         | Marián Horňák        |        |      |
| Waga musza (- 51 kg.)             | Jan Svoboda          |        |      |
| Waga kogucia (- 54 kg.)           | Gabriel Hencz        |        |      |
| Waga piórkowa (- 57 kg.)          | Konštantín Flachbart |        |      |
| Waga lekka (- 60 kg.)             | Araik Sachbazjan     |        |      |
| Waga lekkopółśrednia (- 63,5 kg.) | Lukáš Konečný        |        |      |
| Waga półśrednia (- 67 kg.)        | Josef Frecer         |        |      |
| Waga lekkośrednia (- 71 kg.)      | Pavel Dostál         |        |      |
| Waga średnia (- 75 kg.)           | Rudolf Kraj          |        |      |
| Waga półciężka (81 kg.)           | Václav Adamčík       |        |      |
| Waga ciężka (91 kg.)              | Aleš Hrubý           |        |      |
| Waga superciężka (+ 91 kg.)       | Petr Řezníček        |        |      |